# هوراس بيل
هوراس بيل (بالإنجليزية: Horace Bell)‏ هو محامي أمريكي، ولد في 1830، وتوفي في 1918.